# CJ Bott
Catherine Joan Bott (sinh ngày 22 tháng 4 năm 1995) là một cầu thủ bóng đá chuyên nghiệp người New Zealand thi đấu ở vị trí hậu vệ trái cho câu lạc bộ Leicester City FC tại Women's Super League và đội tuyển nữ quốc gia New Zealand.